# Выстропова, Елена Евгеньевна
Еле́на Евге́ньевна Выстропова (азерб. Yelena Yevqeniyevna Vıstropova; 3 ноября 1988 года, Сулак, Дагестанская АССР, РСФСР, СССР) — российская, азербайджанская спортсменка. Мастер спорта России, заслуженный мастер спорта Азербайджана по боксу (2016). Участница Олимпийских игр 2012 года, двукратный призёр чемпионата мира (2012, 2014), двукратная чемпионка Европы (2014, 2016), чемпионка России, бронзовый призёр Всероссийской Спартакиады (2022) в любителях.

## Биография
Родилась 3 ноября 1988 года в посёлке Сулак.
Боксом занимается с 1998 года. Занималась в СШОР имени М-С. И. Умаханова в Махачкале. Первый тренер — Алексей Шахсинов. В 2005 году окончила среднюю школу в посёлке Сулак. Окончила Дагестанский государственный педагогический университет, спортивно-педагогический факультет.
В 2006 году выиграла чемпионат России в весовой категории до 66 кг. Серебряный призёр чемпионатов России 2007 года (до 70 кг); 2008 и 2010 года (до 69 кг). В 2009 году завоевала бронзовую медаль чемпионата России в весовой категории до 64 кг.
С 2011 года выступает за сборную команду Азербайджана. В 2012 году приняла участие на Олимпийских играх в Лондоне, но потерпела поражение в первом раунде. На чемпионате мира 2012 года завоевала серебряную медаль в весовой категории до 75 кг. На чемпионате мира 2014 года завоевала бронзовую медаль в весовой категории до 69 кг. Победительница Чемпионата Европы 2014 и 2016 года в весовой категории до 69 кг. В ноябре 2015 года выиграла первый турнир Balkan Cup в Софии.
14 декабря 2019 года вышла на профессиональный ринг в рамках вечера профессионального бокса «Дерись и побеждай!» и победила единогласным решением казашку Лауру Есенкелды.
Тренер — Шамиль Магомедбеков. Живёт в Азербайджане, выступает за спортивный клуб «Гилян» (азерб. Gilan İdman Klubu).